# Wapen van Brummen

Het wapen van Brummen is het wapen van de gemeente Brummen. Het wapen toont op een blauw veld een gouden leeuw met een bramentak. De beschrijving luidt:
"Van lazuur een klimmende leeuw, houdende een bloemstruik in deszelfs voorste klaauw, alles van goud."

## Geschiedenis
Villa Brimnum of Brunnum moet al in het jaar 794 hebben bestaan. De vroegst bekende vermelding van de naam komt voor in een oorkonde waarin een aantal landerijen werden geschonken van graaf Wrachari van Hamaland aan Liudger. Via "Brun-heim" noemde men de plaats uiteindelijk Brummen. Men koos ondanks de lange historie van de plaats toch voor een sprekend wapen boven een historisch wapen. Op 20 augustus 1796 koos men voor een leeuw, staande in een bramenstruik met een bramenstruik in zijn klauwen met daaraan zeven "brummels", toen een zegel voor Brummen werd ingevoerd. Brummel is Nedersaksisch voor Braam. Met het bevestigen van het wapen op 20 juli 1816 werd de bramenstruik weggelaten, in de beschrijving werd "brummel" ten slotte verbasterd tot "bloem" en drie bloeikoppen. De kleuren waren niet bekend, waardoor het wapen in de rijkskleuren werd uitgevoerd, blauw en goud.

## Verwant wapen

Als kwartier op het wapen van Brummen-Voorst